# Iglesia de San Pedro de Echano
La iglesia de San Pedro de Echano, también conocida como ermita de San Pedro de Echano se encuentra en el despoblado de Echano (Etxano según la toponimia Oficial Navarra desde el 15/7/1994) dentro del municipio de Olóriz, en el valle de la Valdorba en la Zona Media Oriental de la Comunidad Foral de Navarra, España.
Erróneamente se ha venido adjudicando en tiempos modernos la advocación de «San Pedro ad vincula».

## Cómo llegar
San Pedro de Echano se encuentra a una distancia de 27 kilómetros de Pamplona. Accedemos al lugar siguiendo desde Pamplona la carretera N-121 dirección Tafalla hasta la desviación que indica a Unzué – Olóriz, donde se toma la NA-5010 dirección a Bariáin. A tres kilómetros de Olóriz hay que coger una desviación a la derecha (está señalizado). Limita al oeste con el término de Olóriz; al noreste con el Señorío de Bariain; al suroeste con el término de Solchaga y al sureste con el término de Artariain y Amunarrizqueta.
La llave hay que solicitarla en la casa del sacristán de Olóriz.

## Datos generales
La iglesia de San Pedro de Echano pertenece al municipio de Olóriz. En la actualidad es un edificio exento que se encuentra en una pequeña vaguada. El despoblado de Echano que da nombre al lugar se encuentra semioculto entre los árboles de un bosque de quejigos y está situado al norte del templo, alejado aproximadamente entre 250 a 300 metros en línea recta ladera arriba del monte.

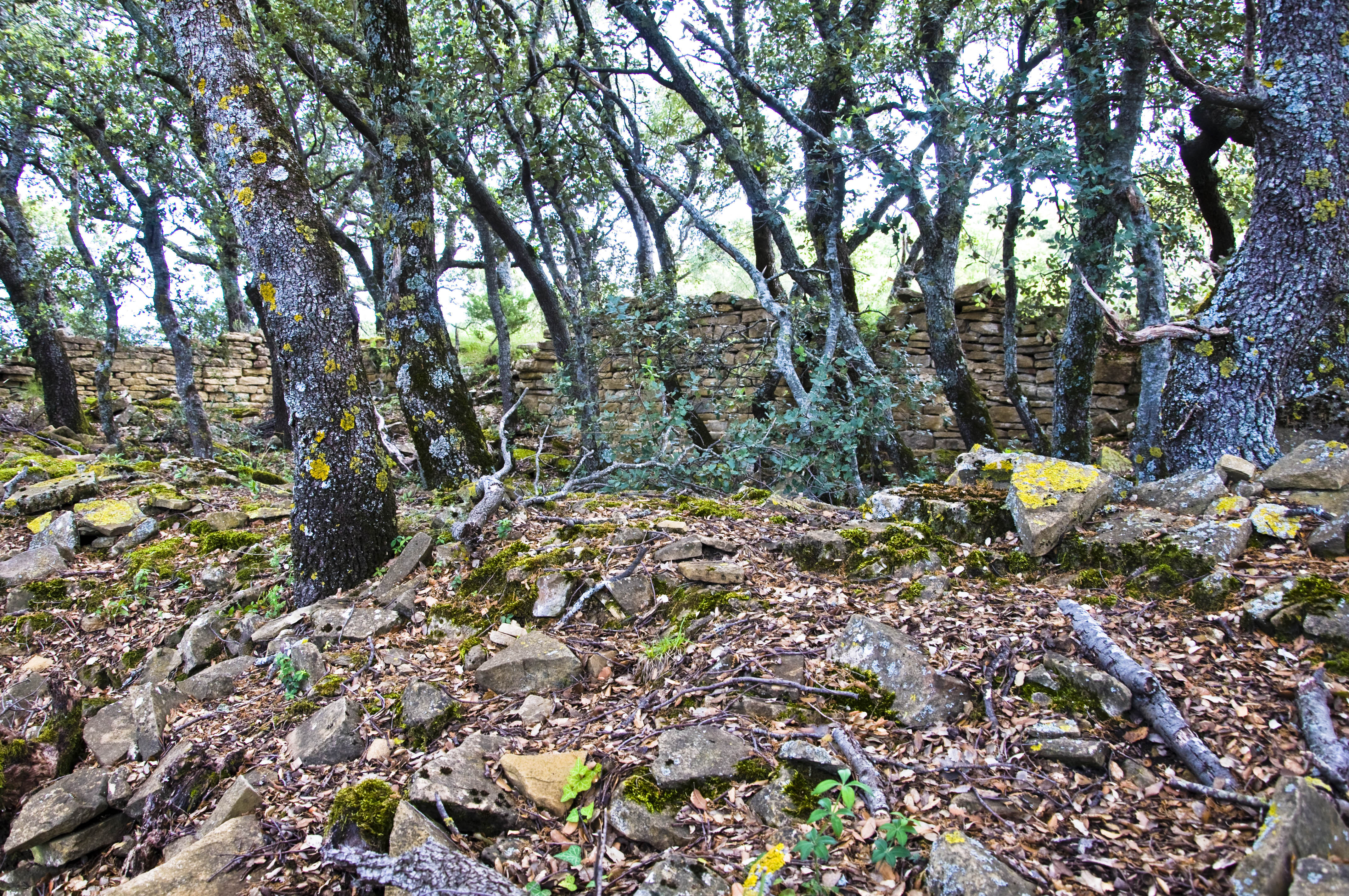
Ruinas del desolado de Echano

Se sabe que Echano tuvo su propia iglesia parroquial. La primera cita documental del despoblado aparece en Los Cartularios Reales 1007-1384 (Archivo General de Navarra, donde se cita que el Rey Teobaldo II de Navarra, en el año 1264, les concedió exención de penas por homicidios involuntarios a buena parte de los poblados de la Valdorba, entre los que se encontraba el de Echano. Posteriormente, en 1373, documentado en “Papeles sueltos” II, 1237 – 1399 (Archivo General de Navarra), se informa que Jehan de Neuffons, escudero de la reina, reconoce haber aceptado del recibidor de Sangüesa y por mano del Jurado de Echano, 6 cahices de cebada que entregó al forraje de la reina para sus caballos.
La iglesia de San Pedro de Echano está declarada Bien de Interés Cultural: D.F 236/1993, de 26 de julio. B.O.N. 16/8/93. R-I-51-00008305. Delimitación de entorno: En el Decreto Foral de declaración: X-615.579 Y-4.721.347.

## Toponimia
En la Toponimia Oficial de Navarra Echano está recogido como Etxano oficialmente desde el 15 de julio de 1994; pero se advierte que no es histórico y que su origen lingüístico está en el euskera, aunque sin especificar. Según el Diccionario Vasco-Castellano de Mujika, etxano significa casita y, en dialecto suletino, barraca, choza, cabaña, caseta. En el Diccionario 3000 Hiztegia de Euskara-Castellano y Castellano-Euskara, etxano tiene el significado de casucha. 
Un topónimo Echano aparece documentado en 1082 como Egganno referido a la localidad del mismo nombre existente en Vizcaya. El grafema medieval típico en Navarra y La Rioja equivalente al castellano <ch> era <gg>. Este Egganno de 1082 se pronunciaría /Echanno/. Se puede decir que a partir del siglo XII ya se pronunciaba /Echano/, porque en ese siglo ya se ha producido en euskera la evolución de -nn- a -n-.

## Historia
Diversos autores han dicho de San Pedro de Echano que fue iglesia de un monasterio o parroquia de un poblado, que pudo haber sido la iglesia de una abadía o la de una encomienda de los Caballeros del Templo de Jerusalén. Todo han sido conjeturas, construidas posiblemente sin más “pruebas documentales” que las que salieron de la imaginación de sus respectivos autores. Únicamente Don Tomás Biurrun elaboró la que, parece, es la hipótesis más acertada acerca de su origen y así lo dejó escrito en su obra “El Arte románico en Navarra…” (Pamplona, Aramburu 1936): 

“…su fundación puede ser debida al señor de Orba y corresponder, por tanto, a la capilla del palacio del Señorío.”

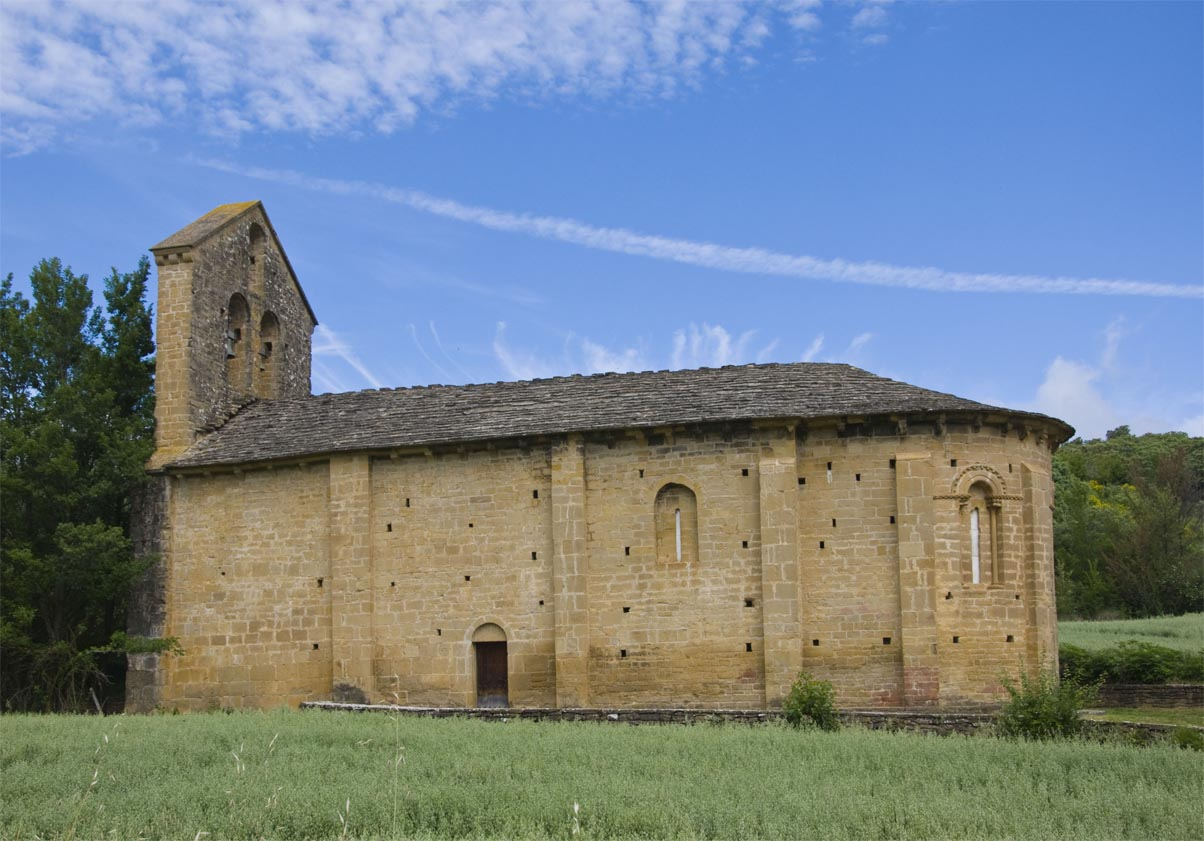
Vista general de Echano por el sur.

Un documento, que se encuentra en el Archivo General de Navarra, de fecha “(…) y seis días del mes de junio de 1550”, ha sido el que, cuatro siglos más tarde, nos ha ilustrado parcialmente sobre la historia de esta iglesia. En él se dice textualmente lo siguiente: 

Proceso de Martín Ximénez, señor del Palacio del lugar de Oricin - Contra - Pedro Ezpeleta, vecino de la villa de Olite - Criminal - Acusado de aber mandado sus criados rompiesen las puertas de la casa, casal, y vecindad con su torre y molino tierras y [heredades] de condición de hijos dalgo, que tiene el demandante perteneciente a dicho Palacio, en el lugar desolado de San Pedro de Echano en la baldorba y que no tubo la posesion en que [este] demandante de dicha vecindad.”

No hay ningún documento del siglo XII que se refiera al palacio. El primero y único localizado es del XVI. Aquellos de fechas anteriores en los que se documenta el topónimo de Echano parecen referirse al poblado ubicado al norte, hoy desaparecido. En el siglo XIII, en los Cartularios Reales, con motivo de la exención de homicidios involuntarios concedida por el rey Teobaldo II, se citan unos poblados del Val de Orba entre los que se encuentra Echano. En los siglos XIV y XV aparecen algunas citas de determinadas concesiones de bienes jurídicos o de pago de pechas. En el siglo XIV, el actual desolado de Echano en el libro de los roldes de fuegos de la Edad Media, figura con ocho fuegos. En el siglo XVI (1534) ya figura como despoblado. Tampoco aparece el lugar en las Colecciones Diplomáticas consultadas de diferentes monasterios ubicados en su época en el reino de Pamplona. Como se viene diciendo, la primera y única noticia conocida referida al palacio de San Pedro de Echano es el documento ya citado del proceso de 1550.

## Arquitectura
Nos encontramos ante una típica iglesia rural edificada entre 1150 y 1160 con abundante decoración en la portada, capiteles y canecillos. Se podría encuadrar en ese grupo de templos románicos a los que diferentes autores atribuyen la influencia arquitectónica de la iglesia del castillo de Loarre, debido en gran parte a que se previó levantar en ella una cúpula similar a las de otras iglesias del valle (Ermita del Cristo de Cataláin, Olleta, y Orísoain). En la portada y en los capiteles interiores trabajaron escultores del taller del maestro Esteban; los del maestro Leodegarius lo hicieron en los canecillos de la nave. Sus dimensiones son importantes: más de 22 metros de longitud y aproximadamente 7 metros de ancho. Los sillares están bien escuadrados y son de tamaño relativamente homogéneo.

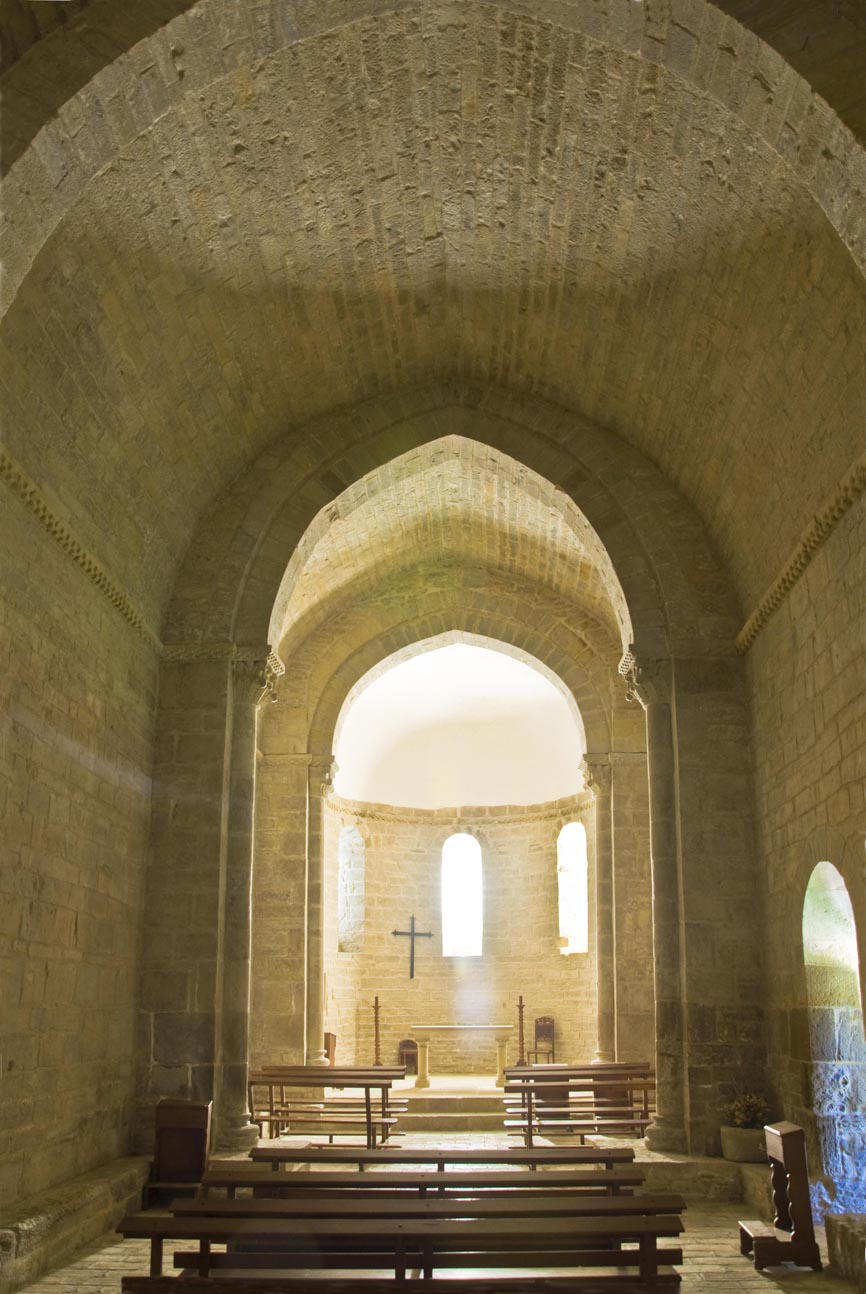
Interior de la Iglesia San Pedro Echano.

El templo se compone de un ábside semicircular con cubierta de horno, seguido de una nave de tres tramos rectangulares con bóveda de medio cañón apuntado sobre arcos fajones que descansan en columnas con capiteles decorados con temas vegetales (a excepción del que se encuentra en el arco triunfal en el lado del Evangelio donde podemos ver leones enfrentados) y, en el tramo próximo a la portada, historiados. Sobre ellos, siguiendo el perímetro de la nave, hay una imposta ajedrezada.
Se pueden ver gran cantidad de mechinales (huecos donde eran introducidos los tablones de los andamios mientras se iba construyendo el edificio). Y hay vestigios en la pared interior del hastial y en algunos canecillos que prueban que estuvo pintada en su interior y en el exterior.
Una característica relevante es el grosor de sus muros, que va desde el metro veinte centímetros del muro del hastial hasta un metro ochenta centímetros en el ábside.
Al exterior e interior, sillares bien escuadrados, una airosa espadaña y robustos contrafuertes, dan la agradable impresión de estar ante un hermoso templo de bellas proporciones.
Recibe luz por tres vanos abocinados en el ábside, lisos en el interior y configurados al exterior por dobles arquivoltas protegidas por otra decorada con bolas que se sitúan sobre una imposta ajedrezada y dan paso a columnillas con capiteles de decoración vegetal con carnosas hojas vueltas en dos órdenes, que, como seguiremos viendo en el interior, están unidos por columnillas perfectamente trepanadas. Hay otra ventana de medio punto en el lado de la Epístola, sin decoración alguna.
En el hastial hay otro gran vano de medio punto abocinado hacia en interior y liso en el exterior. Una hermosa espadaña de tres huecos de medio punto, posiblemente construida con los restos del palacio después de su derrumbe.

## La portada Norte
Tema aparte son sus portadas. Atípicamente, en el lado sur tiene una portadita de medio punto con tímpano liso que confirma, junto al vano citado y a los canecillos también lisos que sustentan el tejado, que en ese lado hubo adosadas dependencias del palacio. En cambio, en el lado norte, en el último tramo, en un cuerpo saliente con gran abocinamiento (se proyecta hacia fuera 1,5 metros por una anchura de más de 6 metros y casi 5 de altura), protegido por un tejaroz con diez canecillos, tenemos una fastuosa portada compuesta por seis arquivoltas profusamente decoradas y una más por encima baquetonada que hace de guardalluvias. 
Las seis arquivoltas reposan alternativamente sobre una hermosa imposta con complicada decoración en tres columnas acodilladas a cada lado entre pilastras; hay un tímpano vacío que está reclamando el Crismón que debió alojar en su día, hoy perdido. 

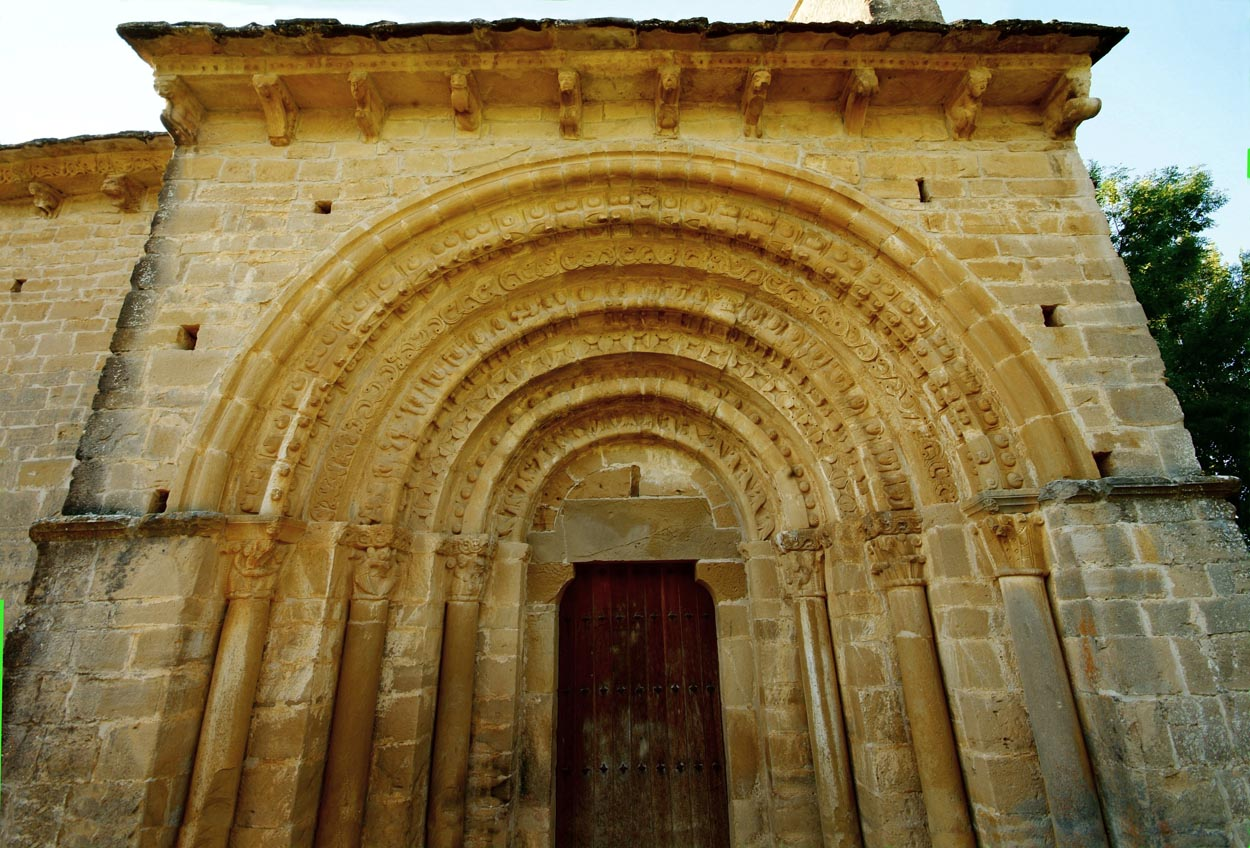
Portada de la iglesia de San Pedro de Echano.

El comitente de esta iglesia mandó esculpir en la portada decoración totalmente profana en la arquivolta central y en sus capiteles, sin que aparezcan los símbolos y motivos escultóricos cristianos habituales en las iglesias europeas de la época. Está orientada al norte debido a que se hallaban en el sur las dependencias del palacio. Es sorprendente el enorme esfuerzo escultórico efectuado en esta portada cuando probablemente el tránsito por delante de ella era muy limitado o casi nulo.
La decoración de la portada es, en sí misma, relativamente importante y suficientemente diferenciadora respecto al resto de las iglesias rurales. Nos encontramos, además, con un hecho insólito en el románico europeo: en una de las dovelas de la cuarta arquivolta hay esculpido un personaje con dos cabezas: el dios romano Jano, una máscara (objeto mediante el cual el portador pretende disfrazarse y personificar aquello que la máscara representa, el carnaval) y veintitrés personajes más sentados ante una mesa constituida por la rosca del baquetón de la arquivolta.
Ambos, el dios Jano y la máscara, se encuentran dentro del contexto general representado, donde vemos un “retrato colectivo” compuesto al estilo de la antigüedad (el magíster rodeado de sus alumnos) o de la cristiandad (Cristo rodeado de sus apóstoles).

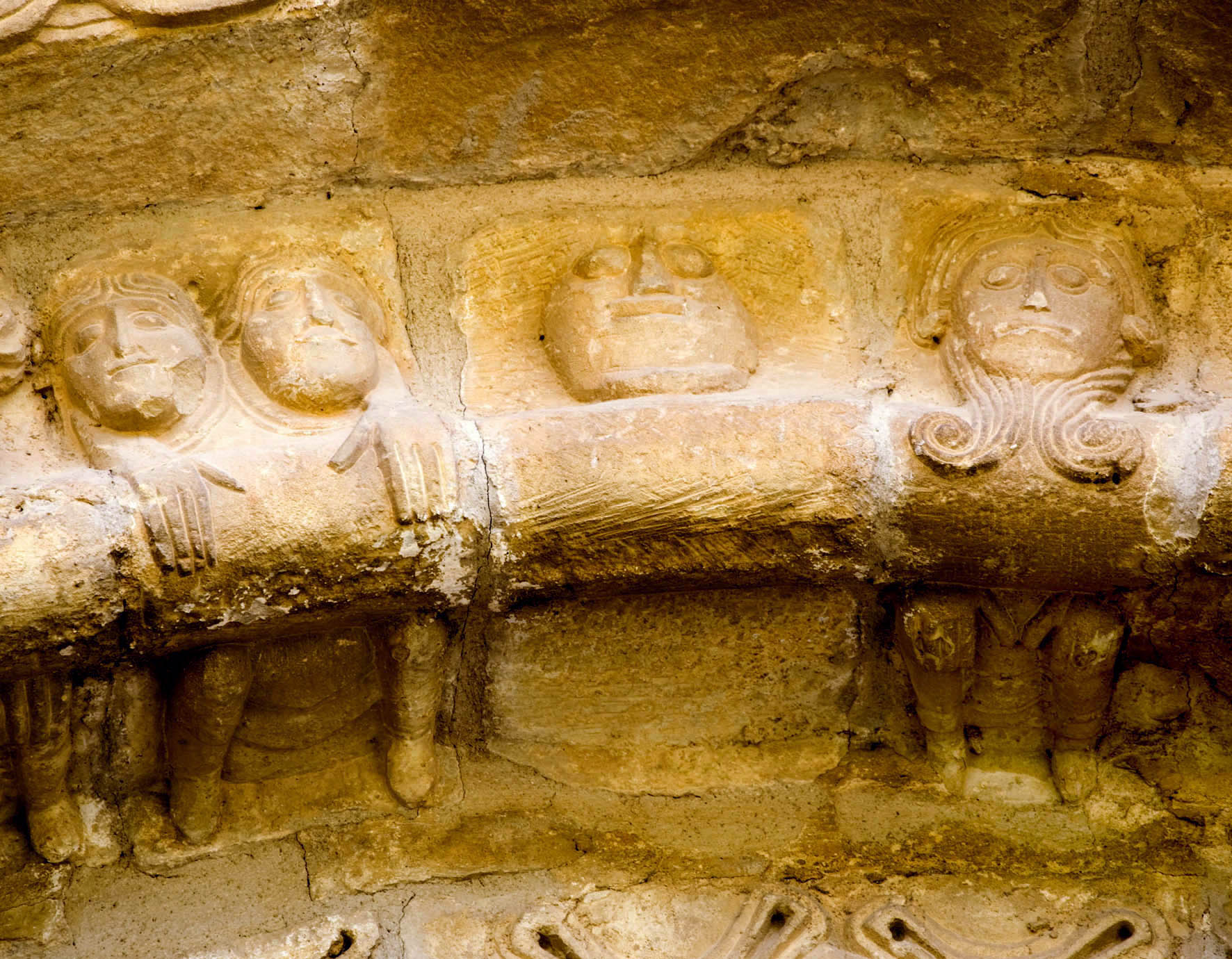
Iglesia San Pedro Echano dovelas centrales

En el centro, en la clave, un señor (¿el comitente o palaciano?) con grandes barbas de rizos vueltos hacia fuera y las manos en las rodillas preside la fiesta popular que están celebrando, las Kalendae Januariae. En Cantabria, bajo el nombre de la Vijanera se siguen celebrando estas mismas fiestas de origen romano, actualmente desde el 25 de diciembre al 5 de enero (en otros lugares el cristianismo las adoptó como carnaval atrasándolas en las fechas, posiblemente los celebrados por los Joaldunak navarros, lo que se puede deducir por la similitud del rito y vestimenta a los zamarracos cántabros). 
El señor representado en la clave tiene a su derecha la máscara citada y, a la derecha de ésta, se encuentra la personificación del dios Jano con dos cabezas, lo que atestigua que se celebra su fiesta. Los demás asistentes, que visten elegantes mantos, túnicas o las rodilleras del perpunte o gambax (vestimenta acolchada que utilizaban los hombres de armas), son cuatro músicos (dos de ellos cojos con pata de palo) que tocan instrumentos de música profana, cuernos, albogue y flauta de pan o siringa. El resto entrechocan entre sus dedos las tejoletas, levantan las manos (símbolo de la voz y el canto) o las tienen sobre la mesa como si la golpeasen para llevar el ritmo de la música. Las barbas y peinados son un derroche de imaginación nunca visto en la escultura románica, posiblemente nos confirman la representación del ambiente carnavalesco y festivo. Parece que el señor ha querido rodearse de sus familiares y personajes del entorno para celebrarla.

### Los capiteles de la portada
Hay dos con decoración vegetal, uno con dos aves enfrentadas y tres con representación historiada. En el primero de los capiteles historiados, a la izquierda del espectador, se representa la espera de dos nobles con grandes palmas entre las manos, elegantemente vestidos con pellizones -túnica más corta que el brial, con mangas estrechas que se abren al llegar a la altura de la muñeca y adornada con cenefas y bandas de influencia bizantina-, para recibir a alguien; en el siguiente, un personaje sentado como si reposara del viaje (está destrozada la cabeza, pero posiblemente es el que se representa en la clave) es atendido por los dos caballeros, uno a cada lado, que le ponen una mano sobre los brazos. Y, por último, el mismo personaje de la clave (posible comitente o palaciano de la barbas con grandes rizos vueltos hacia fuera) está en una esquina recibiendo el homenaje de los otros dos personajes situados a su derecha, uno genuflexo le hace alguna ofrenda (¿el pan y la sal?) y el otro está de rodillas. Todos ellos, como hemos dicho, visten elegantes mantos o pellizones.

## Los canecillos

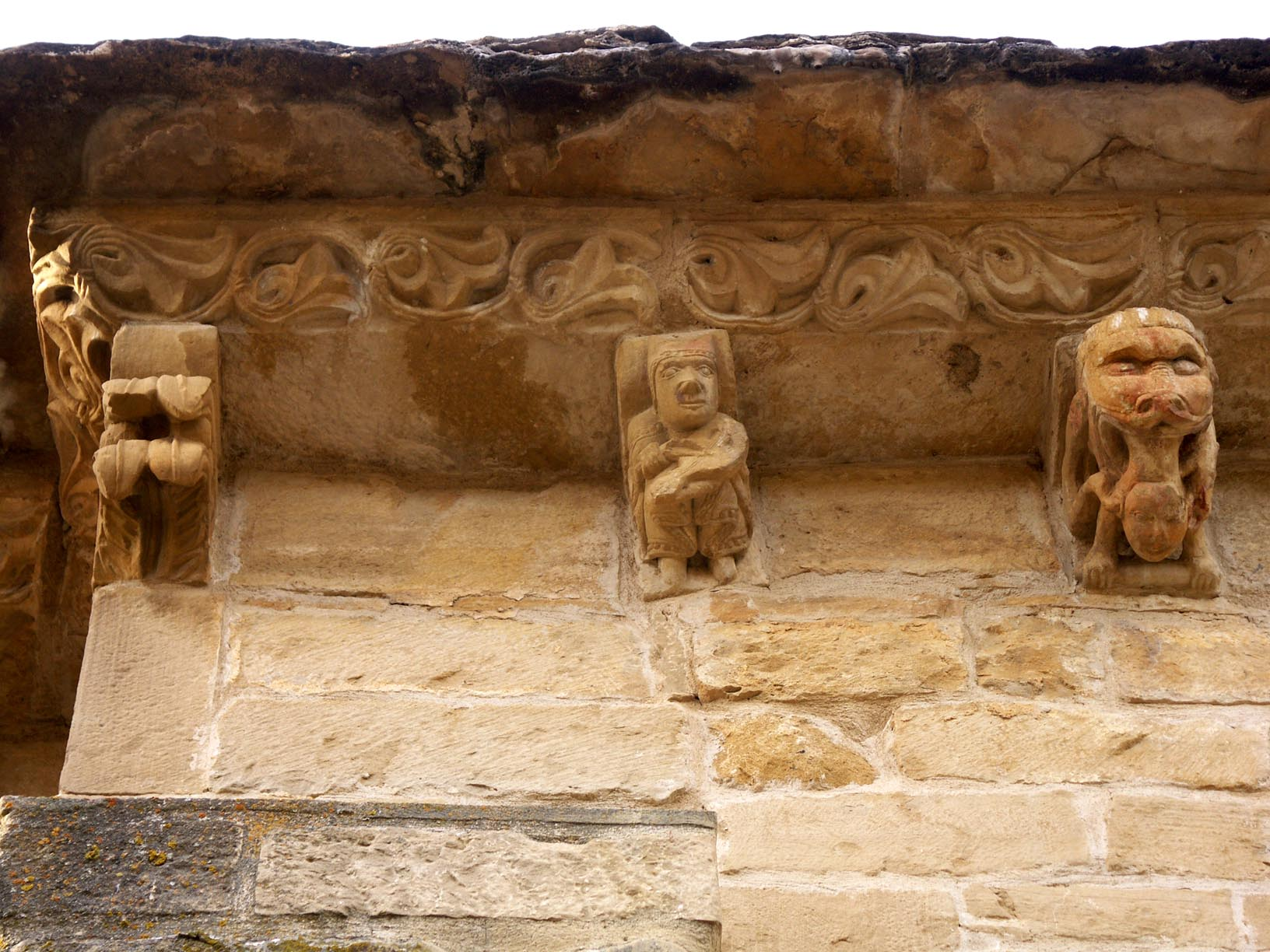
Iglesia San Pedro de Echano canes 24-26.

Si observamos, debajo del tejado hay 37 canecillos. Su condensación (3+7=10),10 también son el número de canecillos que hay debajo del tejaroz de la portada. Diez es el número de la Tetraktys pitagórica.
Los 37 canecillos de debajo de alero se dividen en tres grupos diferenciados. En el primero, que va desde el existente en el contrafuerte del lado de la Epístola contiguo al ábside, hasta el 15, se representa una simbología numérica celestial o positiva.
Del 16 al 21, vemos representaciones lúdicas y profanas (bebedor con un barril), los juglares (músico y contorsionista) condenados por la iglesia, o, un canto a la fertilidad (mujer exhibicionista y hombre itifálico).
En los que van del 22 al 37 se entremezclan mensajes simbólicos determinados, con imágenes y decoración de hojas.
Por último, los diez que están debajo del tejaroz de la portada, recogen una serie de retratos de personajes de gran interés simbólico, con algún mensaje intercalado.